# Kim Jong-nam
Kim Jong-nam (korejsko: 김영남), severnokorejski politik; 4. februar 1928, Pjongjang, Severna Koreja.
Met letoma 1998 in 2019 je bil predsednik predsedstva Vrhovnega ljudskega zbora Severne Koreje. Pred tem je med letoma 1983 in 1998 deloval kot minister za zunanje zadeve. Leta 2010 je bil izvoljen za člana predsedstva Korejske delavske stranke (WPK).

## Življenje in kariera
Poročila o Kimovem zgodnjem življenju se razlikujejo. Po navedbah Fyodorja Tertitskega iz NK News se je leta 1928 rodil Kim Myong-sam v korejsko-kitajski družini v vasi Dapu Shihe v Mandžuriji v današnji kitajski provinci Liaoning. Med korejsko vojno je s Kitajsko ljudsko prostovoljno vojsko prišel v Severno Korejo in se odločil ostati. Tik pred koncem vojne leta 1953 je odšel na študij v Sovjetsko zvezo. Njegove izkušnje z ZSSR in Kitajsko so ga vodile na področje zunanjih zadev. Leta 1956 je postal vodja oddelka na zunanjem ministrstvu Centralnega komiteja Korejske delavske stranke in je bil do leta 1962 podpredsednik ministrstva.
Njegova uradna biografija navaja, da se je Kim rodil v Heijou v japonski Koreji (danes Pjongjang, Severna Koreja). Po končani univerzi je delal kot učitelj na Centralni partijski šoli, kot namestnik direktorja centralnega komiteja WPK, kot namestnik ministra za zunanje zadeve in prvi namestnik direktorja, direktor oddelka in sekretar Centralnega komiteja WPK, podpredsednik upravnega sveta in hkrati minister za zunanje zadeve. Domneva se, da se je njegovo povišanje v ministra za zunanje zadeve zgodilo kot del reorganizacije diplomatske birokracije po bombardiranju Rangoona oktobra 1983.
Kot predsednika predsedstva so Kim Jong-nama včasih imenovali "nominalni vodja države " Severne Koreje. To funkcijo je opravljal od 5. septembra 1998 do 11. aprila 2019. Predsednik predsedstva včasih velja za "uradnika številka dve". Novinar in akademik Don Oberdorfer je Kima opisal kot zagonetnega, togega v svoji uradni vlogi, osebno prijetnega, zelo inteligentnega in pomembnega človeka v zakulisju Pjongjanga. Ocenili so, da ima visoko politično in diplomatsko znanje. 

### Diplomatska dejavnost
Kim se je 20. julija 2007 odpravil na dvotedensko turnejo po Mongoliji, Alžiriji, Egiptu, Etiopiji in Singapurju. 18. marca 2008 se je odpravil na turnejo dobre volje po štirih afriških državah. Ob prihodu v Namibijo 20. marca je bil navzoč pri uradnem dokončanju nove predsedniške rezidence, ki jo je zgradila Severna Koreja. Pogovoril se je tudi z namibijskim predsednikom Hifikepunyejem Pohambo in z njim podpisal sporazum o sodelovanju na področju javnega zdravja. Nato je obiskal Angolo, kjer se je 24. marca srečal s predsednikom Joséjem Eduardom Dos Santosom, Demokratično republiko Kongo, kjer se je 26. marca srečal s predsednikom Josephom Kabilo in Ugando, kjer se je 29. marca srečal s predsednikom Yowerijem Musevenijem. V Severno Korejo se je vrnil 1. aprila.
Kim se je udeležil tudi slovesnosti ob odprtju poletnih olimpijskih iger 2008, otvoritvene slovesnosti zimskih olimpijskih iger 2014, slovesnosti ob odprtju zimskih olimpijskih iger 2018 in slovesnosti ob odprtju svetovnega pokala FIFA 2018. 14. julija 2009 se je Kim srečal z vietnamskim predsednikom Nguyen Minh Trietom ob robu 15. vrha gibanja neuvrščenih v Egiptu. Kim je zastopal Severno Korejo na paradi ob dnevu zmage leta 2015 v Moskvi ob 70-letnici poraza nacistične Nemčije v drugi svetovni vojni. 19. maja 2016 je bil tudi na uradnem obisku v Ekvatorialni Gvineji, kjer se je udeležil predsedniške inavguracije Teodora Obiang Nguema Mbasoga .
Kot predstavnik Demokratične ljudske republike Koreje se je 1. decembra 2018 udeležil inavguracije Andrésa Manuela Lópeza Obradorja kot predsednika Mehike.

### Upokojitev
Upokojil se je 11. aprila 2019 v vladni rekonstrukciji, star 91 let, po skoraj 21 letih predsedovanja predsedstvu SPA in po približno štirih desetletjih kot član Politbiroja stranke (prvič je bil izvoljen v organ avgusta 1978).

## Dela
- Kim Yong-nam (1985). »Interview with Yong-Nam Kim, Vice-Premier and Foreign Minister of the Democratic Peoples's Republic of Korea«. Journal of Northeast Asian Studies. 4: 66–75. doi:10.1007/BF03025039.
- — (september 1988). »The International Prestige and Influence of the DPRK Are Increasing Daily« (PDF). OCLC 9516938.{{navedi splet}}:  Vzdrževanje CS1: samodejni prevod datuma (povezava)[mrtva povezava]